# Powiat Shūchi
Powiat Shūchi (jap. 周智郡 Shūchi-gun) – powiat w Japonii, w prefekturze Shizuoka. W 2024 roku liczył 16 704 mieszkańców.

## Miejscowości
- Mori